# 格拉夫陨击坑

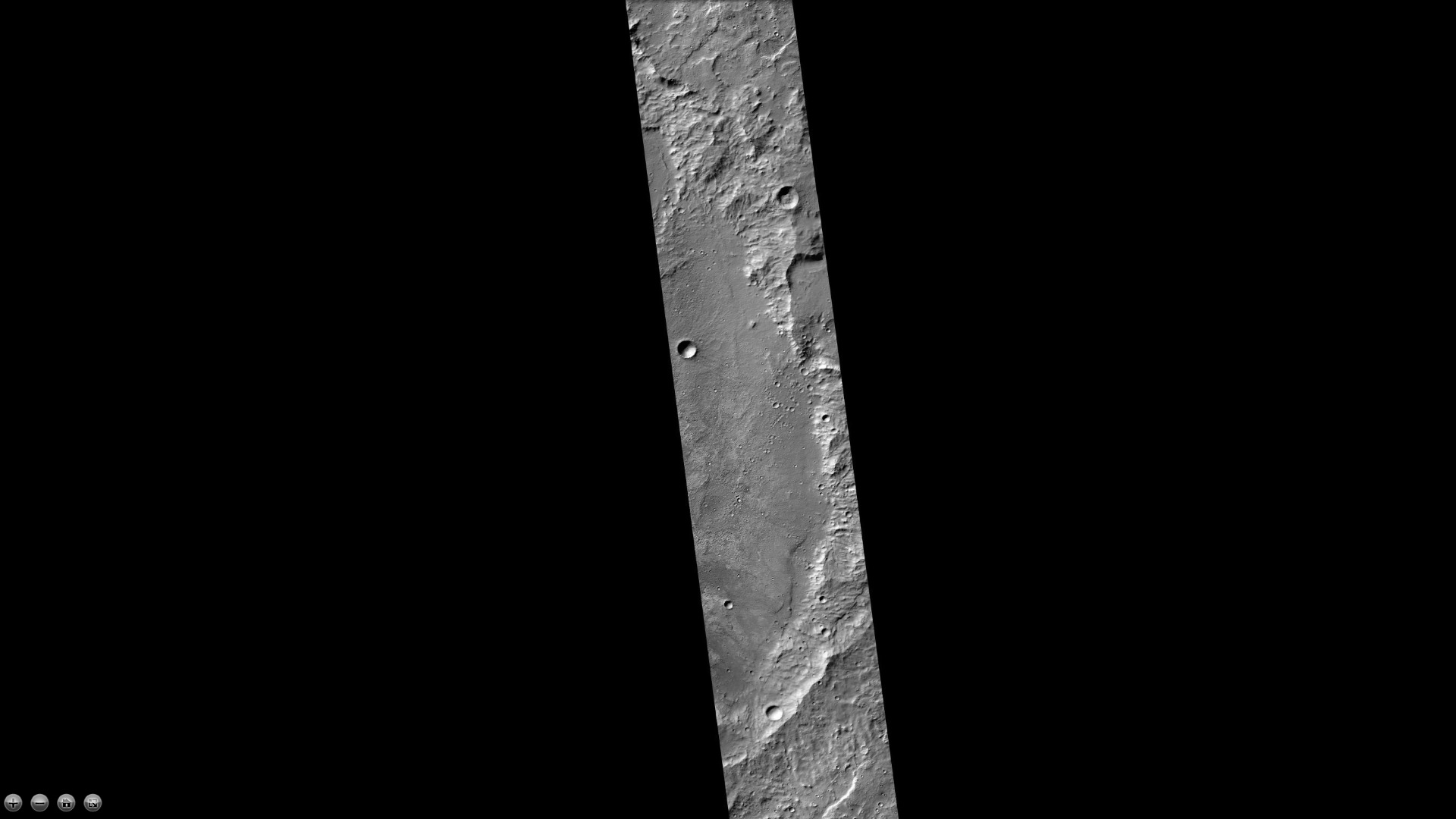
火星勘测轨道飞行器背景相机拍摄的格拉夫陨击坑。

格拉夫陨击坑（Graff）是火星埃俄利斯区的一座撞击坑，中心坐标位于辛梅利亚高地南纬21.4度、西经206.3度处，直径约158公里，其名称取自德国天文学家卡西米尔·罗穆亚尔德·格拉夫 (1878年-1950年），1973年被国际天文联合会正式批准接受。

## 另请查看
- 火星撞击坑